# Battenbergovci
Battenbergovci, morganatska loza njemačke dinastije Hessen-Darmstadt, ogranka dinastije Hessen, koji je vladao Velikim vojvodstvom Hessen u Njemačkoj. Naziv obitelji potječe od srednjovjekovnog velikaškog naslova koji je pripadao prvoj obitelji Battenberg, grofovima Battenberga, koji su izumrli 1314. godine, a koji su imali svoje sjedište u dvorcu Kellerburg, kraj Battenberga u Hessenu. Naslov je obnovljen 1851. godine kada je princ Aleksandar Hessen-Darmstadt (1823.-1888.), mlađi sin velikog vojvode Luja II., sklopio morganatski brak s poljskom groficom Juliom Theresom von Hauke (1825.-1895.). Sklapanjem braka Julia von Hauke je ponijela naslov grofice od Battenberga. Godine 1858. ona i njena djeca uzdignuti su na status prinčeva i princeza od Battenberga.
Godine 1917. najstariji sin princa Aleksandra i princeze Julije, Luj Aleksandar (1854.-1921.), postao je admiral Britanske kraljevske ratne mornarice te je dobio naslov markiza od Milford Havena, nakon čega se, na zahtjev britanskog kralja Đure V. odrekao svih njemačkih naslova, budući da su Ujedinjeno Kraljevstvo i Njemačko Carstvo bili u sukobu za vrijeme Prvog svjetskog rata. U isto vrijeme su anglikanizirali svoje obiteljsko ime u Mountbatten.
Princeza Alica (1885.-1969.), kćerka Luja Aleksandra, udala se za princa Andriju od Grčke i Danske (1882.-1944.). Njihov jedini sin princ Filip (1921.-2021.) uzeo je majčino prezime Mountbatten te je dobio naslov vojvode od Edinburgha kada se 1947. godine oženio s britanskom kraljevskom princezom Elizabetom, koja je postala kraljica 1952. godine.